# 3869-es busz
A 3869-es jelzésű autóbuszvonal Sárospatak és környékének egyik regionális autóbuszjárata, amit a Volánbusz Zrt. lát el Sárospatak vasútállomás és az egykor önálló település, de ma Sárospatak részét képző Végardó között.

## Közlekedése
A járat a Sárospataki járás székhelyének, Sárospataknak a forgalmas vasútállomását (sok járathoz vasúti csatlakozás is van) köti össze az 1968-ig önálló település, de akkor a városhoz csatolt Végardóval. Néhány járata érinti Sárospatak belvárosát is. Annak ellenére, hogy a város közigazgatási határain belül közlekedik, jogilag nem számít helyi járatnak. Napi fordulószáma viszonylag magasnak mondható.

## Megállóhelyei
| 0 | Sárospatak, vasútállomás végállomás      | 8 | 1449, 3729, 3870, 3871, 3872, 3873, 3875, 3878, 3879, 3880, 3881, 3882, 3883, 3884, 3885, 3886, 3888, 3923, 3930 személyvonat, sebesvonat, IC |
| 1 | Sárospatak, körzeti iskola               | 7 | 3886 |
| 2 | Sárospatak, Bodrog Áruház                | 6 | 1449, 3729, 3872, 3873, 3875, 3878, 3879, 3880, 3881, 3882, 3883, 3884, 3885, 3886, 3888, 3923                                                |
| 3 | Sárospatak, gimnázium                    | 5 | 1449, 3729, 3870, 3871, 3930 |
| 4 | Sárospatak, erdőgazdaság                 | 4 | 1449, 3729, 3870, 3871, 3930 |
| 5 | Sárospatak, Kassai utcai ABC             | 3 | |
| 6 | Sárospatak, fürdő bejárati út            | 2 | |
| 7 | Sárospatak, Borsi utcai óvoda            | 1 | |
| 8 | Sárospatak (Végardó), forduló végállomás | 0 | |